# Centro Stile Alfa Romeo

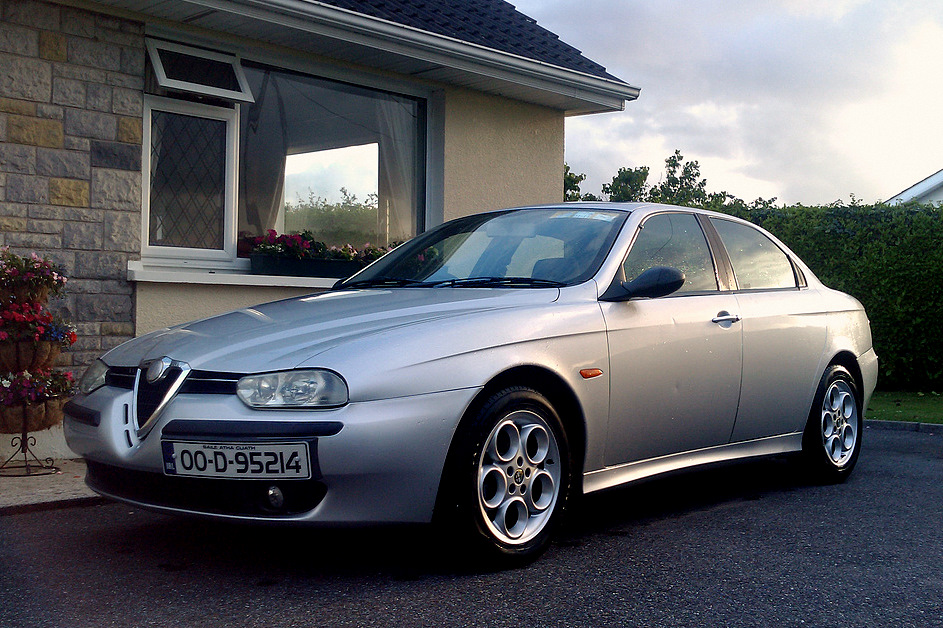
Alfa Romeo 156 ritades vid Centro Stile Alfa Romeo.

Centro Stile Alfa Romeo är namnet på den italienska biltillverkaren Alfa Romeos designavdelning. Centro Stile Alfa Romeo startade sin verksamhet 1956 vid Portellofabriken i Milano och flyttade 1989 till Aresefabriken i Milano. Sedan 2009 har man sitt säte vid Fiats anläggningar i Turin. Avdelningen tävlade till en början med externa designers från Bertone och Pininfarina.